# Toppits

Logo der Marke Toppits

Toppits ist eine Marke der Cofresco Frischhalteprodukte GmbH & Co. KG in Minden, die zur Melitta-Gruppe gehört.

## Stellung
Toppits ist in Deutschland die führende Marke im konkurrenzarmen Segment der Lebensmittelfolien und -verpackungspapiere, stärkste Konkurrentin ist die Marke Pely Fresh der Drogeriekette Rossmann. In Österreich gilt Toppits bei Gefrierbeuteln als Marktführer und besaß bereits Ende der 1990er Jahre mit einem Marktanteil von 70 % eine marktbeherrschende Stellung.

## Produktpalette
Unter der Marke Toppits werden Lebensmittelfolien und Haushaltspapiere wie zum Beispiel Alufolie, Frischhaltefolie, Backpapier, Gefrierbeutel und Zipper-Beutel angeboten. Die Produkte werden im Lebensmittelhandel, in Drogeriemärkten sowie online vertrieben.

## Geschichte
1937 führte Melitta unter eigener Marke das Butterbrotpapier ein. In den Jahren von 1963 bis 1982 folgten Produkte wie Alufolie, Frischhaltefolien, Bratbeutel, Eiskugelbeutel und weitere Verpackungen.
1988 entwickelte Melitta eigenständige Marken zur besseren Unterscheidung verschiedener Produktbereiche. Unter der Marke Toppits werden seitdem bestimmte Produkte zum Schutz und zur Zubereitung von Lebensmitteln vertrieben, so etwa Frischhaltefolien, Dampfgarbeutel, Muffin-Förmchen und Bienenwachstücher. Die Marke wurde von der Agentur Grey entwickelt. Sie führte ein Jahr später auch den bekannten Markenclaim „Außen Toppits, innen Geschmack“ ein. Er wurde so bekannt, dass ihn die Hip-Hop-Gruppe Fettes Brot in der Abwandlung Außen Top Hits, innen Geschmack im Jahr 1996 als Titel ihres zweiten Studioalbums nutzte.
Seit 1996 wird die Marke Toppits vom Melitta-Tochterunternehmen Cofresco geführt.